# A Man of Honor (film 1919)
A Man of Honor è un film muto del 1919 diretto da Fred J. Balshofer e, non accreditato, Harold Lockwood. La sceneggiatura a firma dello stesso regista si basa su A King in Khaki, romanzo di Henry Kitchell Webster pubblicato a New York nel 1909.

## Trama

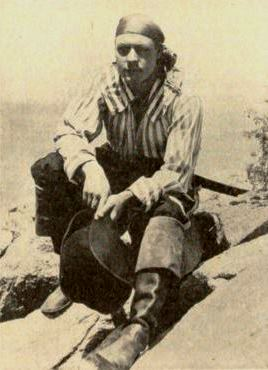
Harold Lockwood in panni da pirata

Mortimer Gregg, un avventuriero dedito alla caccia ai tesori, scopre durante un'escursione ai tropici la bellissima Horse Island. Ritornato a New York, si mette in società con Christopher Beaumont, apparentemente per sfruttare commercialmente le risorse dell'isola. Poco prima di morire, però, Gregg confessa al proprio assistente manager, David Smith, che la Tropical Products Company, la società che ha messo in piedi con Beaumont, è solo una truffa ai danni degli azionisti. L'onesto David, che oltretutto crede alle potenzialità dell'isola, si rifiuta di alterare i rapporti finanziari della società, provocando la collera di Beaumont che decide di recarsi sull'isola per dirimere la questione. Quando David scopre che sta per essere licenziato solo perché è onesto, impedisce a Beaumont e a sua figlia Christabel di lasciare l'isola. Sorpresi da una tempesta tropicale, un pomeriggio David e Christabel trovano riparo in una grotta. I due scoprono così di essersi innamorati, ma, non solo: nella grotta trovano pure un tesoro nascosto dai pirati. David usa quel denaro per investire nell'azienda, mettendo le azioni a nome di Christabel. Beaumont ammette la sconfitta e si arrende, accettando di gestire correttamente la compagnia avendo come socio il futuro genero.

## Produzione
Il film fu prodotto dalla Yorke Film Corporation con il titolo di lavorazione A King in Khaki.

## Distribuzione
Distribuito dalla Metro Pictures Corporation, il film uscì nelle sale cinematografiche statunitensi nell'aprile 1919, sei mesi dopo la morte di Harold Lockwood che, dopo aver sostituito sul set l'ammalato regista Balshofer, era rimasto vittima dell'epidema di spagnola che lo aveva portato alla morte il 18 ottobre 1918.
Non si conoscono copie ancora esistenti della pellicola che viene considerata presumibilmente perduta.